# Marine Camara
Marine Fatoumata Colerte Camara (* 28. Januar 1995 in Clamart, Frankreich) ist eine französisch-malische Boxerin. Sie war als Vertreterin Malis, dem Herkunftsland ihres Vaters, 2019 Teilnehmerin der Afrikaspiele.

## Leben
Camara, Studentin des Unternehmensmanagement, begann mit 14 Jahren zu boxen. Bei den Afrikaspielen 2019 in Rabat und ihrem ersten offiziellen Wettkampf gewann sie im Finale des Boxturniers in der Gewichtsklasse Federgewicht (unter 57 kg) die Silbermedaille, sie unterlag Keamogetse Sadie Kenosi aus Botswana. Im Viertelfinale setzte sie sich zuvor gegen die Uganderin Colerta Nali Jallia und im Halbfinale gegen die Kamerunerin Dorine Stéphane Mambou durch.